# Miriam Diamond
Miriam Leah Diamond (* 1955) ist eine kanadische Umweltchemikerin und Professorin an der University of Toronto. In ihrer Forschungsgruppe liegt der Hauptfokus auf der Entwicklung von Strategien zur Reduzierung gefährlicher Schadstoffe in der Umwelt. Ein Schwerpunkt ihrer Forschung liegt auf Systemen, die relativ hohe Schadstoffwerte aufweisen, darunter Innenräume und städtische Außenbereiche.

## Werdegang
Diamond promovierte 1990 an der Fakultät für Chemieingenieurwesen und angewandte Chemie der University of Toronto bei Donald Mackay zum Thema „Modelling the fate and transport of arsenic and other inorganic chemicals in lakes“.
1984 erwarb sie den MScEng in Bergbauingenieurwesen an der Queen’s University, 1980 den MSc in Zoologie an der University of Alberta und 1976 den BSc in Biologie an der University of Toronto.
Seit Juli 2012 ist Diamond Professorin für den Fachbereich Geowissenschaften an der University of Toronto. Sie ist dem Fachbereich Chemieingenieurwesen und angewandte Chemie, der Dalla Lana School of Public Health, der School of the Environment und dem Fachbereich Physikalische und Umweltwissenschaften der University of Toronto zugeordnet.
Sie ist außerdem Mitglied des Canadian Chemical Management Plan Science Committee, Mitglied des Vorstands der Canadian Environmental Law Association und stellvertretende Vorsitzende des International Panel on Chemical Pollution (IPCP). 2022 wurde sie in die Royal Society of Canada gewählt.
Diamond ist an über 150 Veröffentlichungen beteiligt.
Diamond ist Mitherausgeberin der Zeitschrift Environmental Science & Technology und war Co-Vorsitzende des wissenschaftlichen Expertengremiums des Umweltministeriums von Ontario zur Reduzierung von Schadstoffen.